# ChalkZone
ChalkZone is een Amerikaanse animatieserie, die wordt uitgezonden op Nickelodeon. De serie is bedacht door Bill Burnett en Larry Huber, en geproduceerd door Frederator Studios (uitvoerend producenten: Bill Burnett, Larry Huber, Fred Seibert). de serie liep oorspronkelijk van 22 maart 2002 tot 22 juni 2005.
De serie wordt buiten de Verenigde Staten gedistribueerd door een Canadees bedrijf, Nelvana Limited. In Nederland wordt de serie in nagesynchroniseerde vorm sinds april 2009 uitgezonden op Nickelodeon.

## Verhaal
De serie draait om Rudy Tabootie, een jongen die in het bezit is van een magisch krijtje. Dit krijtje geeft hem toegang tot de Chalkzone: een andere dimensie waarin alles wat ooit met behulp van krijt is getekend en nadien weer uitgewist terechtkomt als levend wezen. Met het krijtje kan Rudy in de Chalkzone tevens alles tekenen wat hij wil.
Samen met klasgenoot Penny Sanchez en zijn zelfgetekende vriend Snap beleeft hij avonturen in Chalkzone.

## Personages
Rudy TabootieDe hoofdrolspeler van de serie. Hij zit, volgens het Amerikaanse schoolsysteem, in de vijfde klas. Hij reist vaak naar Chalkzone met zijn beste vriendin Penny. Hij heeft een magisch krijtje dat hij kan gebruiken om portalen naar Chalkzone te maken en dingen in de lucht te tekenen. Er is geopperd in de hele reeks dat hij Penny leuk vindt.
SnapEen kleine, blauwe, mensachtige tekening gemaakt door Rudy toen hij 8 jaar oud was, hij spreekt met een New Jersey-achtige accent en is avontuurlijk en geestig. Hij is Rudy's beste vriend. Snap date vaak met Queen Rapsheeba.
Penny SanchezRudy's beste vriendin, een genie dat hem helpt, en is de enige andere menselijke naast Rudy die weet van Chalkzone. Ze zit in dezelfde klas als Rudy. Het is aangetoond dat ze een oogje op Rudy heeft.
BlockyRudy's eerste tekening, zijn naam zegt het al: hij is een plat groen blok met een gezicht. Rudy heeft hem gemaakt in groep 1.
Biclopde hoeder van de Magische Krijt Mijn (de plaats waarin alle Magische krijt ligt in ChalkZone). Hij was ooit een cycloop met maar 1 oog op zijn voorhoofd, maar Rudy gaf hem 2 jaar voor aanvang van de serie een tweede oog boven het eerste zodat hij alles beter in de gaten kon houden. Uit dankbaarheid mag Rudy onbeperkt in de Magische Krijt Mijn komen (hij moest eerst wel Biclop een langere onderbroek geven)
Queen RapsheebaEen bekende ster in chalkzone, Snap is verliefd op haar maar het is niet zeker of dat wederzijds is.
SkrawlRudy's aartsvijand in de serie. Hij is maar voor een deel getekend door Rudy, alleen zijn mond en tanden. Doordat andere kinderen ook mee zaten te tekenen werd Skrawl zeer lelijk. Eerst wilde hij wraak op Rudy maar heeft daarna de Chalkzone veroverd. Hij ziet eruit als een reuzenvlo met 5 voelsprieten, paars haar en een rood en een blauw oog. Ook heeft hij twee benen en een arm, of andersom eerst had hij twee poten en een arm. Skrawl is dol op zang en dans en maakt dat dan ook vaak duidelijk. Zo zingt hij in bijna elke aflevering waar hij in voorkomt. Hij heeft ook hulpjes; de Beanie Boys die altijd in een soort zang praten, Skrawl traint ze zelf.

## Geschiedenis/productie
ChalkZone is een productie van Frederator Studios for voor Nickelodeon. De serie wordt vaak gezien als een eerbetoon aan de animatieserie Simon in the Land of Chalk Drawings uit 1974, maar de bedenkers van ChalkZone ontkennen dit zelf. De serie vertoont ook elementen uit bijvoorbeeld De tovenaar van Oz en Through the Looking Glass, in het opzicht dat de protagonist in een wereld belandt die naast de zijne bestaat, maar door opmerkelijke wezens wordt bewoond.
De show begon als onderdeel van Oh Yeah! Cartoons. In 2002 werd besloten er een eigen serie van te maken. De serie liep tot 2005. De laatste afleveringen werden echter pas in 2009 voor het eerst uitgezonden.

## Nederlandse vertaling
- Rudy Tabootie - Donna Vrijhof
- Snap - Christa Lips
- Penny Sanchez - Lottie Hellingman
- Biclop - Just Meijer
- Moeder van Rudy - Beatrijs Sluijter
- Vader van Rudy - Nico van der Knaap
- Meneer Wilter - Filip Bolluyt
- Skrawl - Ajolt Elsakkers